# 넓적배사마귀
넓적배사마귀는 사마귀과 곤충이다. 앞날개 가장자리에는 하얀 점이 있으며 몸길이는 4~7cm 정도이다. 주로 녹색이며 드물게 갈색의 개체도 있다. 몸길이에 비하여 머리와 앞다리가 크고 전체적으로 땅딸막해 보인다. 겉날개에 한 쌍의 흰색 반점이 있고 앞다리의 밑마디에 황색의 돌기가 3개씩 있다. 암컷은 알집을 나뭇가지나 돌 등에 낳는다. 약충의 경우 배의 아랫면을 둥글게 구부려 치켜드는 자세를 취하는 것이 특징이다. 산이나 숲의 나뭇가지, 줄기, 인가 주변에서 서식하며 다른 곤충을 잡아먹는다. 성충은 8~10월 사이에 볼 수 있다. 한국, 중국, 일본, 대만 등 아시아에 널리 서식한다.차나 사람에게 밟혀 죽는경우도 있다.넓적배사마귀는 사이즈가 크지 않아서 쉽게 키울수 있다. 알집은 크고 불룩하다.

## 구별법
다른 토종 사마귀와 달리 앞가슴이 배에 비해 짧고, 앞다리에 황색 돌기가 나 있으며, 앞날개에 하얀 반점이 1개씩 나 있다. 다만 앞날개의 반점은 좀사마귀한테도 있는 특징이긴 하다.

## 사진

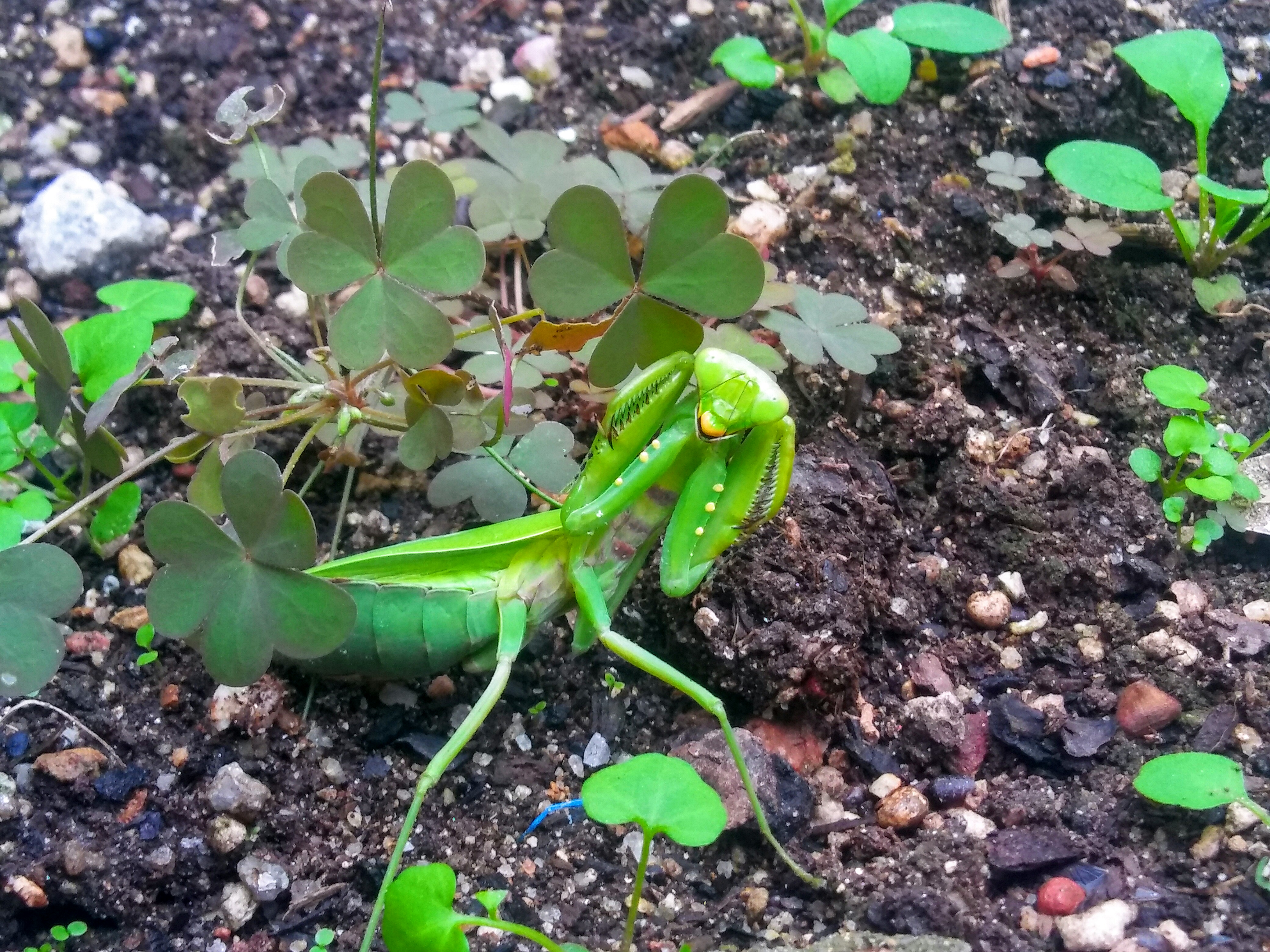
건강한 넓적배사마귀의 모습. 앞다리 밑마디에 황색의 돌기에 주목하라.
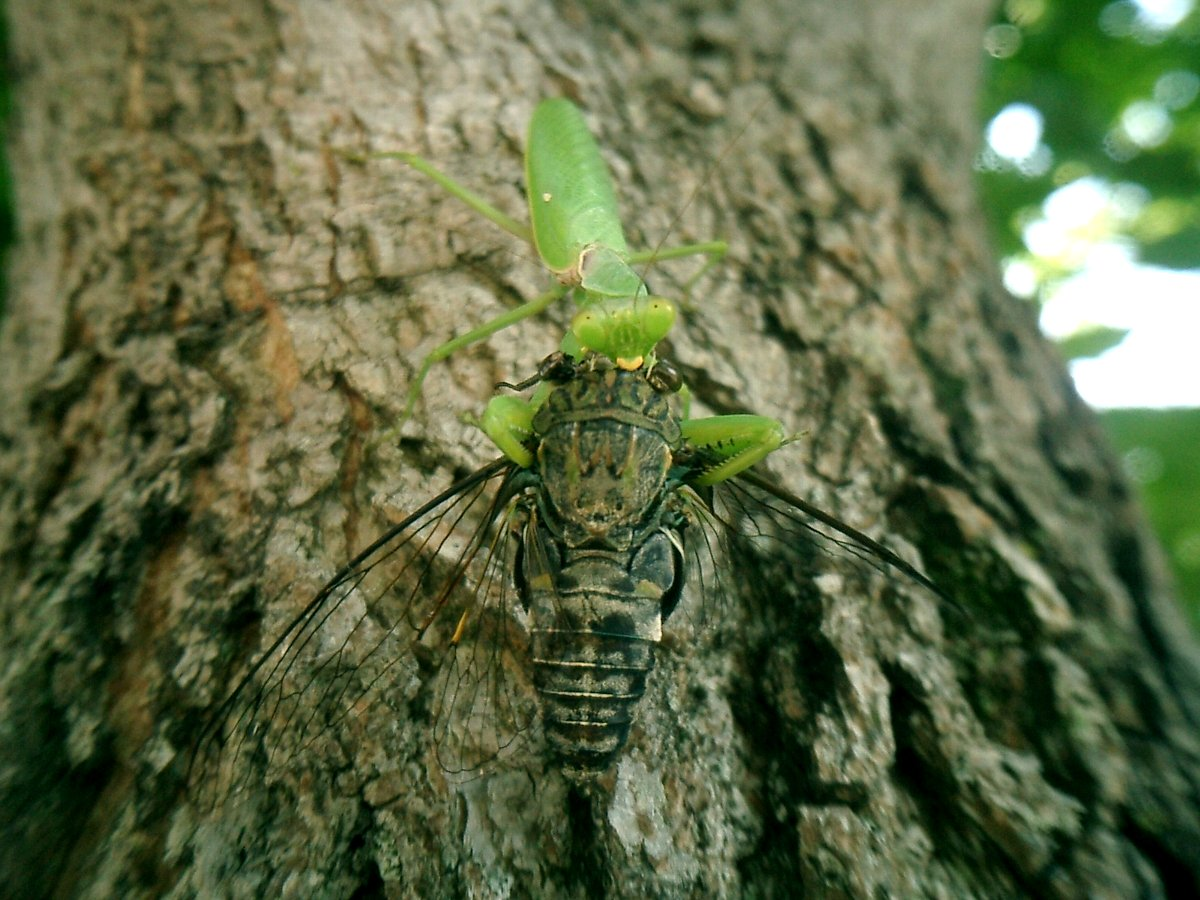
매미를 사냥한 넓적배사마귀.
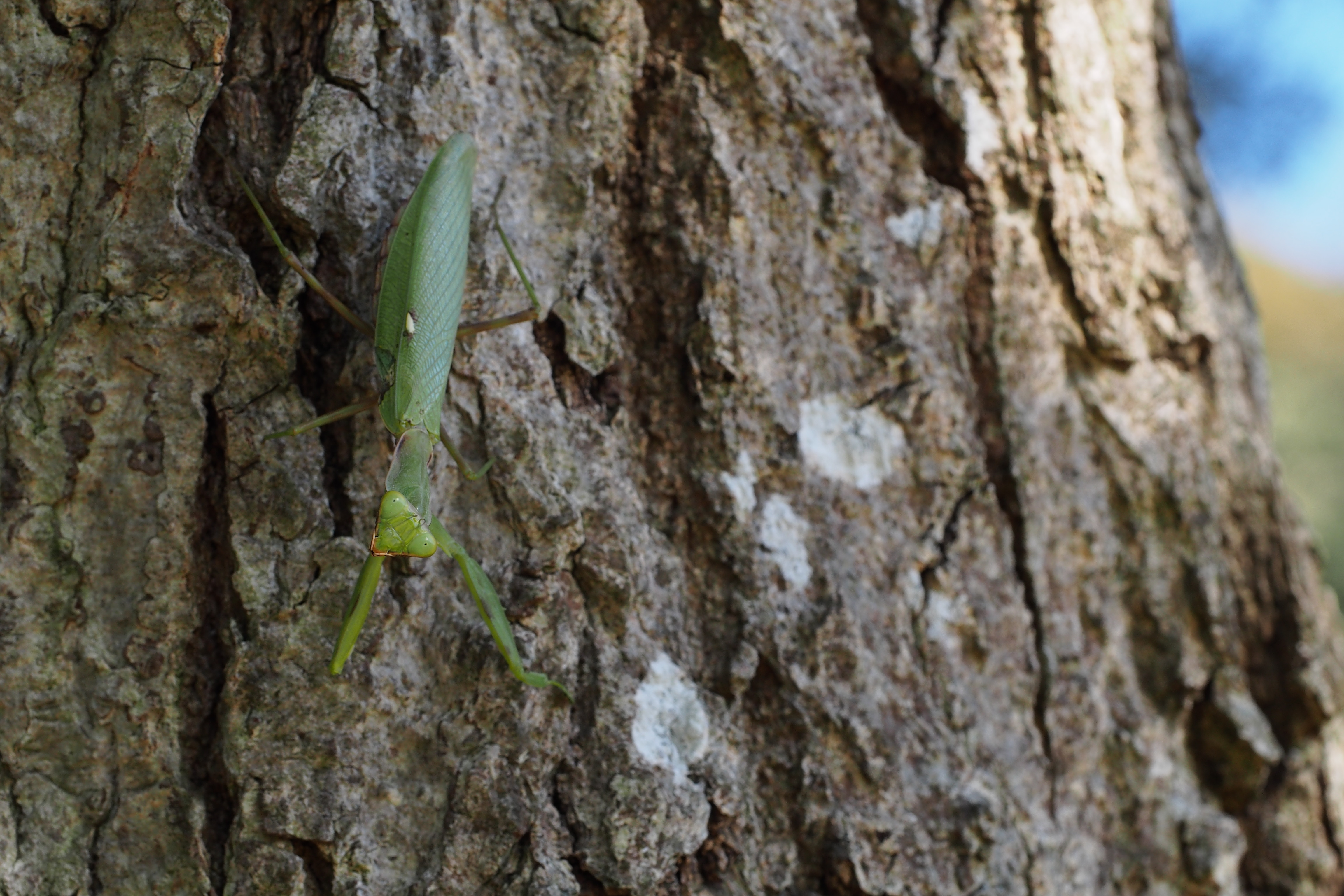
녹색 넓적배사마귀
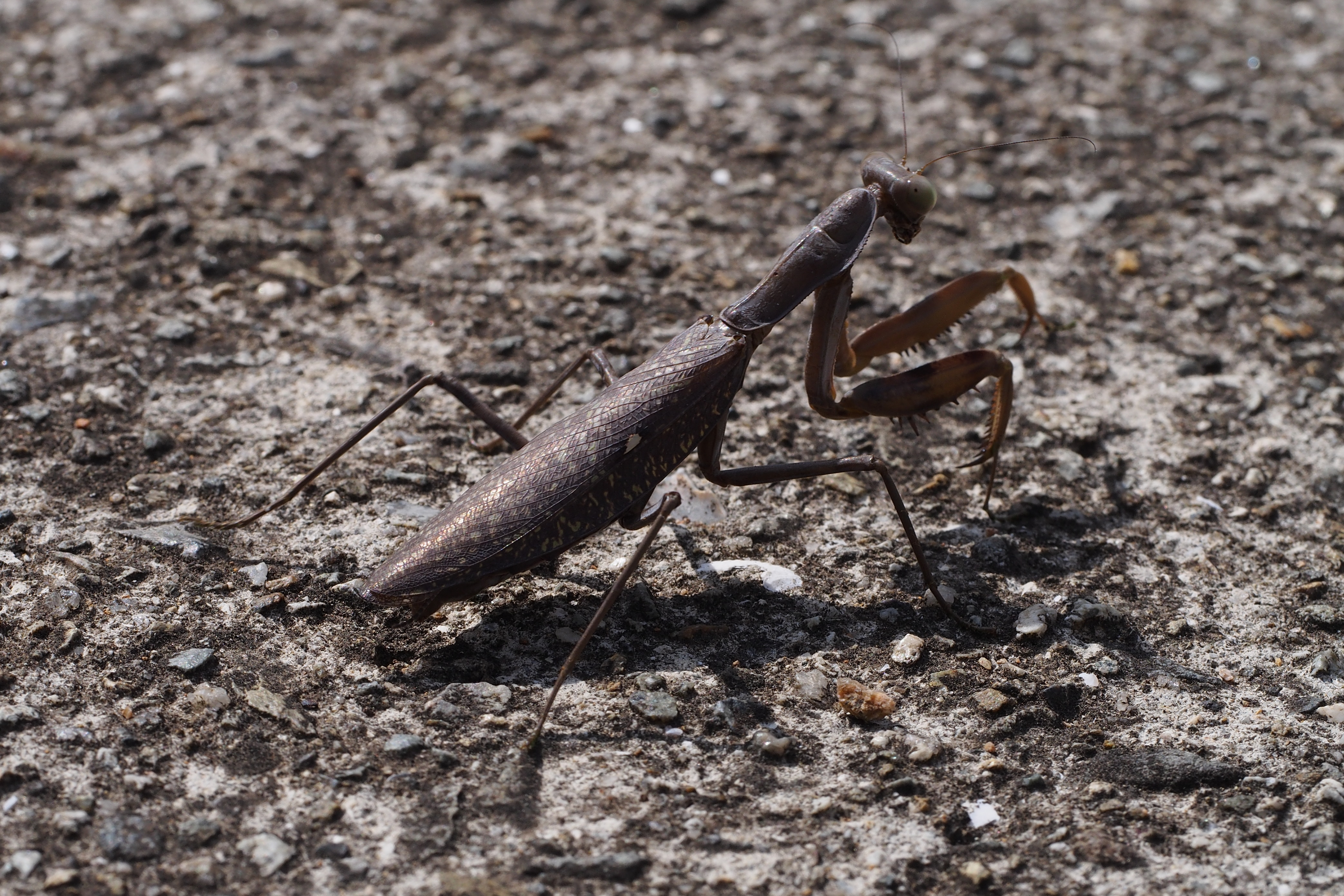
갈색 넓적배사마귀
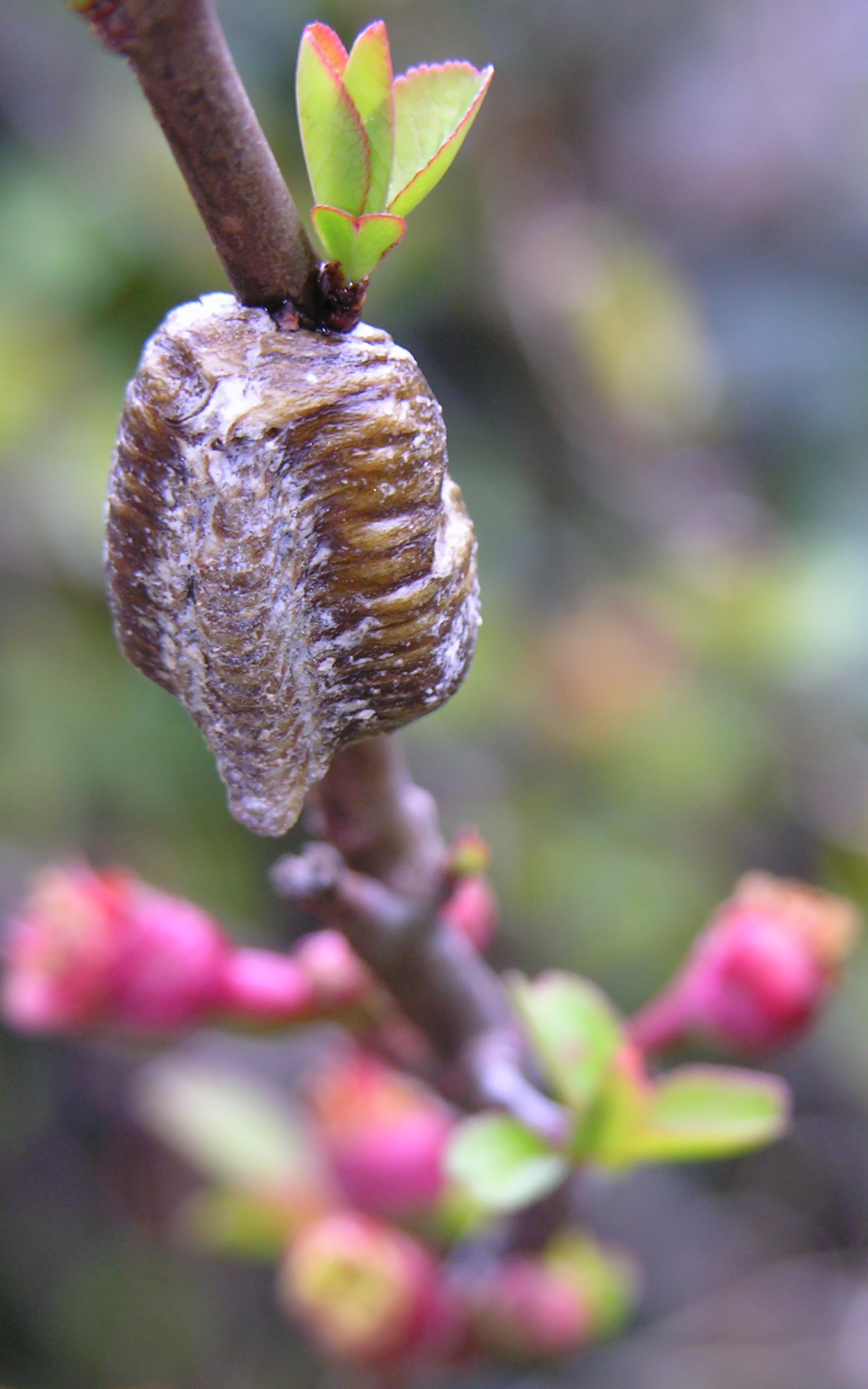
넓적배사마귀의 알집.
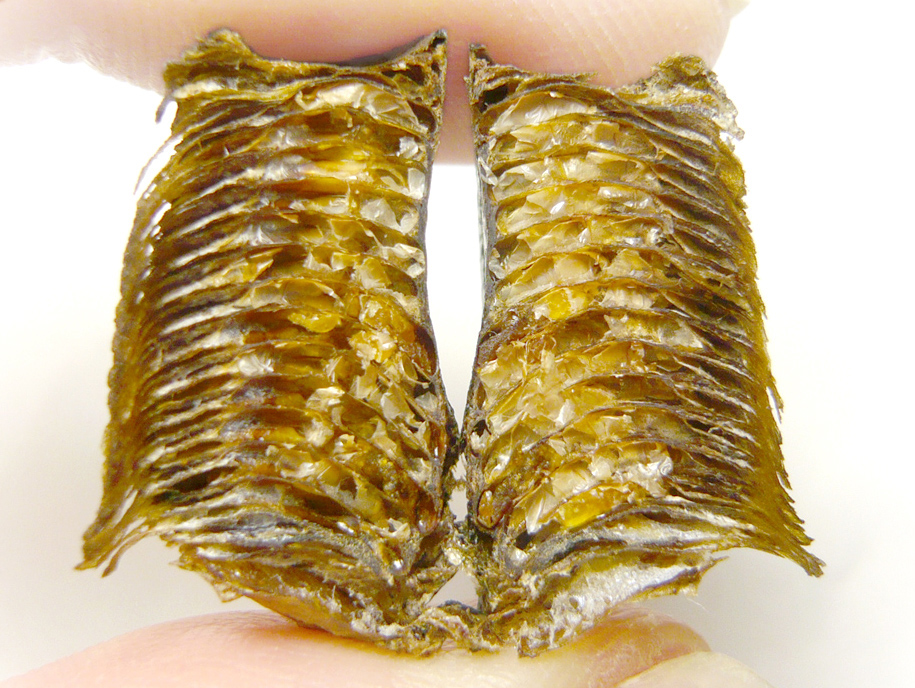
알집을 반으로 갈라본 모습.
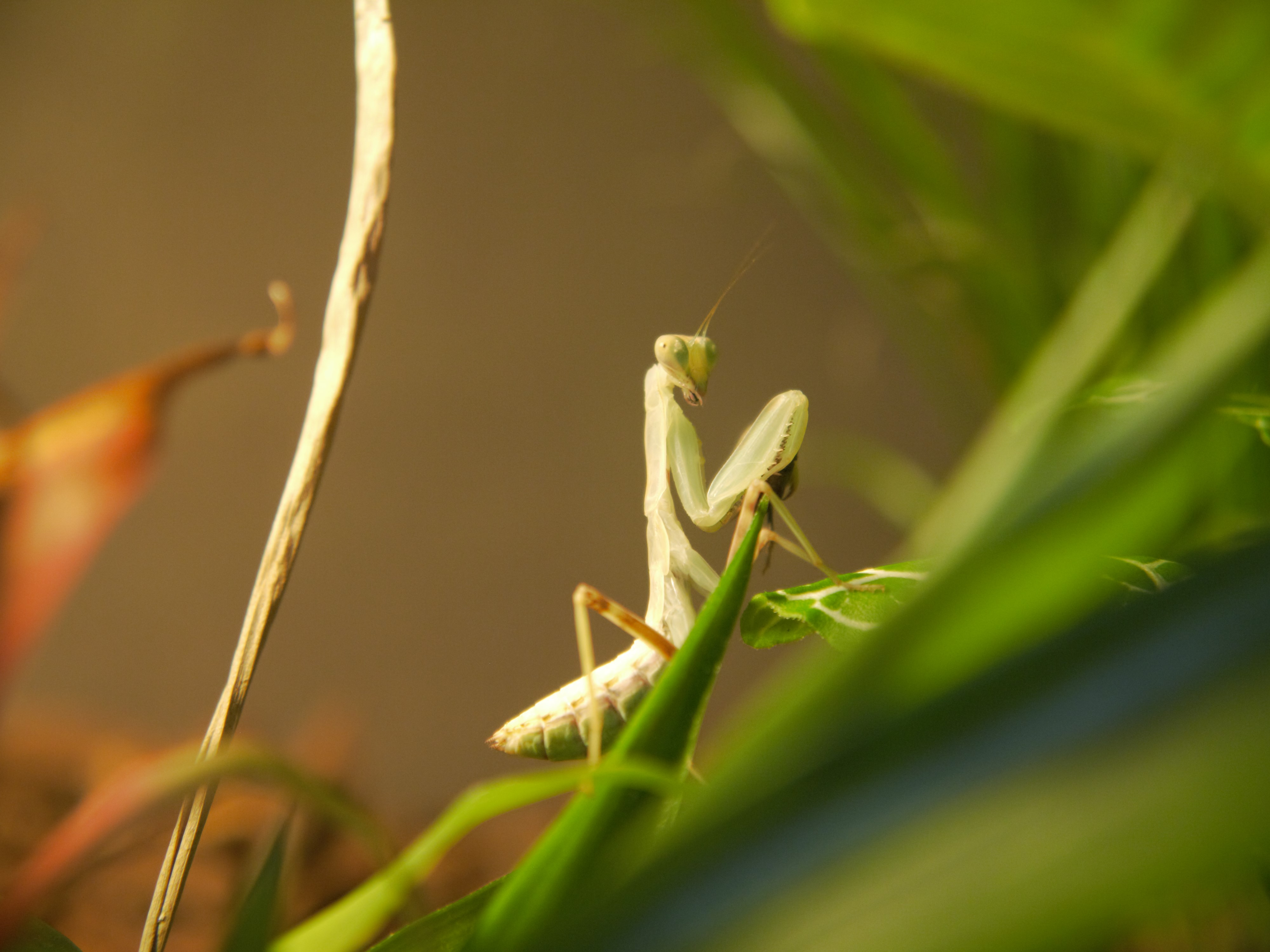
유충
- 일본 도쿄의 넓적배사마귀

## 참조
1. ↑  한국의 메뚜기, 넓적배사마귀
2. ↑  넓적배사마귀; 두산백과
3. ↑  “예천곤충연구소 곤충 자료실”. 2016년 9월 24일에 원본 문서에서 보존된 문서. 2016년 9월 23일에 확인함.
4. ↑  한약재감별도감 - 외부형태 : 2015, 외부형태, 2014. 2. 28.